# Aspholmarna
Aspholmarna este o arie protejată (arie specială de conservare — SAC, sit de importanță comunitară — SCI) din Suedia întinsă pe o suprafață de 0,97 ha, integral pe uscat.

## Localizare
Centrul sitului Aspholmarna este situat la coordonatele 56°19′11″N 15°22′40″E / 56.3196°N 15.3778°E.

## Înființare
Situl Aspholmarna a fost declarat sit de importanță comunitară în ianuarie 2002 pentru a proteja 1 specie de plante. Situl a fost protejat și ca arie specială de conservare în martie 2011.

## Biodiversitate
Situată în ecoregiunea boreală, aria protejată conține 2 habitate naturale: Păduri caducifoliate de mlaștină fino-scandinave, Păduri de fag Luzulo-Fagetum.
La baza desemnării sitului se află o specie protejată de  plante: Dichelyma capillaceum.